# 물 먹는 새

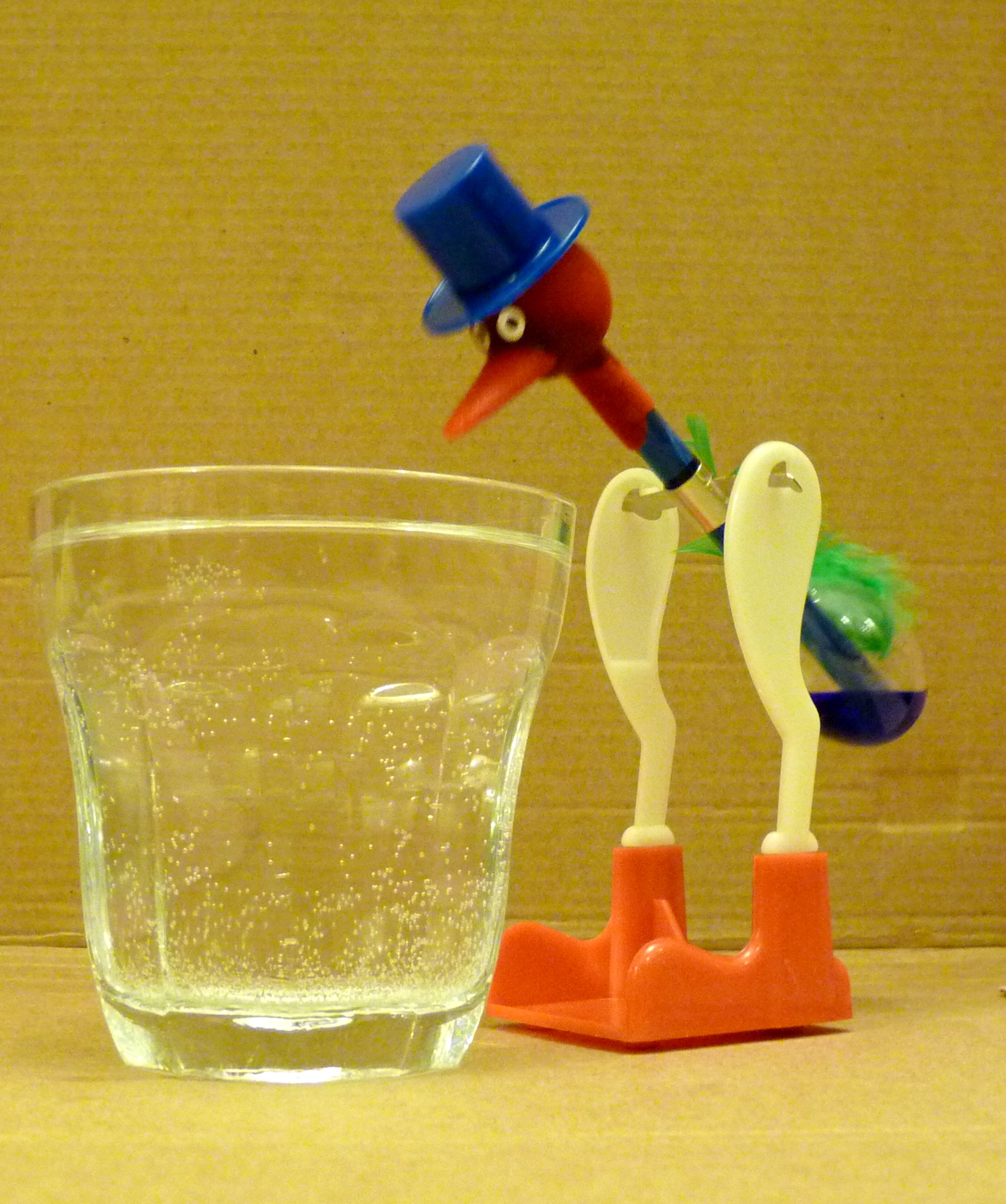
물 먹는 새

"물 먹는 새"는 관으로 연결된 두 개의 구에 다이클로로메테인과 같은 기화점이 낮은 액체를 넣고 밀봉한 장난감이다. 열기관의 예로 흔히 소개된다. 한 때 영구 기관으로 오해를 받기도 하였다.

## 구조
"물 먹는 새"는 관으로 연결 된 두 개의 구에 다이클로로메테인과 같은 기화점이 낮은 액체를 넣고 밀봉한 다음 다리와 머리를 장식한 장난감이다. 몸통이 되는 구는 조금 더 크게, 머리가 되는 구는 조금 더 작게 만들고 연결된 관은 목이 된다. 평형을 이루는 지점에 다리를 연결한 구동부가 있다. 다이클로로메테인 이외에 삼염화불화탄소와 같은 액체를 쓰기도 한다. 1945년 이 장난감을 제작하여 판매한 마일스 V. 설리번은 에테르, 알코올, 사염화 탄소, 클로로포름과 같은 액체들을 제안하였다.
기구 내부를 진공으로 만들고 액체를 주입하면 빈 공간은 액체에서 기화된 기체가 채우게 된다. 머리가 되는 위쪽의 구에는 부리를 달고 펠트와 같은 다공성 직물로 감싼다. 그 위에 눈, 모자 같은 장식이 달리고 몸통 쪽으로는 깃털과 같은 장식을 하기도 한다. 내부의 액체 이동 모습을 감추려고 목까지 펠트로 감싸는 경우도 있다.
초기에 제작된 것들은 장난감임에도 내부의 액체가 가연성이고 몸통 역시 유리로 만들어져 깨질 경우 사용자에게 위험할 수 있었다. 다클로로메테인은 호흡기로 흡입할 경우 폐를 손상시킬 수 있다. 나중에 만들어진 제품들은 이런 위험을 줄이기 위해 불연성 물질을 사용하였다.

## 작동
"물 먹는 새"의 부리에 물을 먹이면 얼마 지나 스스로 끄덕이며 물 먹는 모습을 반복하게 된다. "물 먹는 새"는 머리와 몸통 사이의 서로 다른 열 에너지 차이에 의해 작동하는 열기관이다. "물 먹는 새" 역시 다른 모든 열기관과 마찬가지로 열역학 주기를 갖고 머리가 물에 젖는 것에서 시작한다.
"물 먹는 새"의 작동 주기는 아래와 같다.
1. 머리를 감싼 펠트가 빨아들인 물이 증발한다.
2. 물이 증발하면 머리를 이루는 구의 온도가 내려간다.(기화열)
3. 머리의 온도가 내려가면 그 안에 있는 다이클로로메테인 기체의 일부가 응결한다.
4. 낮아진 온도와 응결의 상호 작용으로 머리의 압력이 내려간다.(이상 기체 법칙)
5. 상대적으로 높은 증기 압력을 지니게 된 몸통 쪽의 액체가 목을 따라 올라간다.
6. 올라온 액체 때문에 물 먹는 새의 무게 중심이 바뀌고 머리를 숙이게 된다.
7. 머리를 숙이면 부리가 물에 닿고 펠트를 지속적으로 물에 적신다. 동시에 임계치 이상 기울어진 안쪽 유리관으로 아래쪽 기체가 유입되며 위쪽의 액체가 급속히 아래쪽 몸통으로 내려온다.
8. 위 아래 공간으로 기체의 압력은 같아지고, 무게 중심이 아래가 다시 바뀌어 새가 머리를 든다.
9. 머리 쪽에서는 물의 증발이 지속적으로 일어나고 몸통으로 흘러 내려간 액체는 주위 공기에 의해 온도를 회복하기 때문에 다시 압력차가 발생한다.
10. 부리에 닿을 물이 없을 때까지 위 과정이 반복된다.

"물 먹는 새" 앞에 물이 담긴 컵이 있다면 위 과정이 계속해서 반복된다. 컵이 없더라도 부리가 물에 젖기만 하면 새는 끄덕이며 움직인다. 젖는 것과 관계 없이 머리 쪽의 열을 뺏거나 거꾸로 몸통 쪽에 열을 가해도 끄덕이며 움직인다. 때로 "물 먹는 새"를 영구 기관으로 오해하는 경우도 있었지만, 지속적인 작동을 위해서 열 에너지의 전달이 필요하므로 "물 먹는 새"는 영구 기관이 아니다.

## 관련 원리
"물 먹는 새"의 동작에는 몇 가지 물리 법칙이 관여하여 과학 수업 교재로도 쓰인다. "물 먹는 새"와 관련한 물리, 화학 법칙은 다음과 같은 것들이 있다.
- 다이클로로메테인은 끓는점이 낮은 액체이다. (기압 101,3 kPa 조건에서 40°C[6]) 따라서 물의 증발과 같은 작은 열 변화에도 머리를 채운 기체의 압력이 민감하게 변화한다. 열기관이 작동하려면 기관 안의 열 에너지 변화가 꼭 필요하다.
- 이상 기체 법칙에 따라 온도와 압력이 상호 작용한다.
- 맥스웰-볼츠만 분포에 따라 하나의 물질이 같은 온도에서도 액체와 기체와 같이 서로 다른 상을 갖을 수 있다.
- 기화열(응결열과 같다)은 열 에너지를 이동시키고 물체의 온도를 변화시킨다.
- "물 먹는 새"의 작동에는 돌림힘과 무게 중심이 관여한다.
- 부리를 감싼 펠트가 물을 빨아들이는 것은 모세관 현상 때문이다.
- 펠트를 적신 물이 증발하여 온도 변화가 오는 것은 습구 온도와 관련이 있다.

"물 먹는 새"는 펠트를 적신 물의 증발을 동력원으로 하는 일종의 카르노 기관으로 생각될 수 있다. 물의 증발이 얼마나 큰 에너지를 낼 수 있는 지는 그 날의 습도에 따른 포화 수증기압에 의해 결정되고 수학적으로 계산할 수 있다.

## 같이 보기
- 히트파이프
- 열역학